# José Pozo
José Pozo (n. 1967, Lérida, Cataluña, España) es un director y productor de cineespañol.

## Carrera cinematográfica
En 2003, realizó El Cid: La leyenda, una película de animación que cuenta las hazañas de la famosa figura española. Es también guionista de la película. Esta película recibió el Premio Goya y el Premio Barcelona de cine a la mejor película de animación.
En 2007, dirigió Donkey Xote, otra película de animación, pero esta vez en 3D, que cuenta, desde otro punto de vista, el del burro Rucio, la segunda parte del famoso libro de Miguel de Cervantes y Saavedra, Don Quijote de la Mancha, otra figura de la literatura española. Aunque la película fue nominada en los Premios Gaudí y a los Goya, no recibió ningún galardón.
En 2008, finalizó su etapa al frente de la división de animación de Filmax. Pozo, inició la producción de diferentes proyectos cinematográficos, como el documental Y también Gaelle (2011), el cortometraje Inquietante 2011 o la producción ejecutiva del largometraje Viaje a Surtsey 2012.
En 2014, produjo, escribió y dirigió el largometraje Nick y en 2017 73 Minutos.

## Filmografía

### Películas como director
- 2003: El Cid: La leyenda
- 2007: Donkey Xote
- 2013: Clodette (cortometraje)
- 2014: Nick
- 2018: 73 Minutos
- 2021: Plastic Killer (cortometraje)
- 2024: Skye

### Películas como productor
- 2003: El Cid: La leyenda (productor creativo)
- 2004: Gisaku (productor creativo)
- 2007: Nocturna, una aventura mágica (productor creativo)
- 2007: Donkey Xote (productor creativo)
- 2011: Y también Gaelle (productor)
- 2011: Inquietante (productor)
- 2012: Viaje a Surtsey (productor ejecutivo)
- 2013: Clodette (productor)
- 2014: Voyeur (productor consultor)
- 2014: Nick (productor)
- 2018: 73 Minutos (productor)
- 2018: Solo (productor ejecutivo)
- 2019: Caribe, todo incluido (productor)
- 2020: Mr. Hand Solo (productor)
- 2021: El frio que quema (productor asociado)
- 2021: Plastic Killer (productor)
- 2022: 42 Segundos (coproductor)
- 2024: Skye (productor)

### Películas como Guionista
- 2003 - El Cid: La leyenda
- 2012 - Nick
- 2013 - Clodette (cortometraje)
- 2018 - 73 Minutos
- 2021 - Plastic Killer (cortometraje)
- 2024 - Skye

## Premios

### Toronto international film & video awards
| Año  | Categoría                           | Película | Resultado |
| ---- | ----------------------------------- | -------- | --------- |
| 2015 | Mejor película de presupuesto medio | Nick     | Ganador   |

### VI edición Piélagos en Corto
| Año  | Categoría                        | Película | Resultado |
| ---- | -------------------------------- | -------- | --------- |
| 2015 | Mejor película "Puesta de Largo" | Nick     | Ganador   |

### Premios Barcelona de cine
| Año  | Categoría                   | Película           | Resultado |
| ---- | --------------------------- | ------------------ | --------- |
| 2004 | Mejor película de animación | El Cid: La leyenda | Ganador   |

### Premios Goya
| Año  | Categoría                   | Película           | Resultado |
| ---- | --------------------------- | ------------------ | --------- |
| 2003 | Mejor película de animación | El Cid: La leyenda | Ganador   |

### Premios Gaudí
| Año  | Categoría                   | Película           | Resultado |
| ---- | --------------------------- | ------------------ | --------- |
| 2004 | Mejor película de animación | El Cid: La leyenda | Ganador   |
| 2008 | Mejor película de animación | Donkey Xote        | Nominado  |